# Bianca Orsi
Bianca Orsi (Salsomaggiore Terme, 20 dicembre 1915 – Milano, 5 luglio 2016) è stata una scultrice italiana.

## Biografia
Inizia la sua carriera nei primi anni 1930, dove studia all'Accademia di belle arti di Brera di Milano; è allieva anche di Carlo Carrà e di Marino Marini.
Il motivo più importante delle sue opere è la "prevaricazione sull'uomo"; ha ricevuto la recensione di Dino Buzzati nel Corriere della Sera (che ha notato come le sue sculture di donne stiano "in piedi vigorose, strane, in certo senso indiscutibili"), di Mario De Micheli, di Raffaele De Grada, di Giorgio Seveso nel quotidiano l'Unità. Ha esposto in varie collezioni private e statali in Francia, Svizzera, Stati Uniti e Germania.

## Riconoscimenti
Nel 2016 il Comune di Milano ha deciso che il suo nome venga iscritto nel Famedio di Milano, all'interno del Cimitero Monumentale.